# 1831
| [ Edytuj tabelę ]                                   | |
| Polska                                              | - 1830 Rada Najwyższa Narodowa 1831 - 1831 Rząd Narodowy 1831                                                                                             |
| Premier Rządu Narodowego                            | - 1831 Adam Czartoryski 1831 - 1831 Jan Krukowiecki 1831 - 1831 Bonawentura Niemojowski 1831                                                              |
| Król Polski (tytularny)                             | - 1831 Mikołaj I Romanow 1855 |
| Emir Afganistanu                                    | - 1818 Al-Rajuo Ballaha 1842 |
| Współksiążęta Andory                                | - 1827 Simó Rojas de Guardiola y Hortoneda 1851 - 1830 Ludwik Filip I 1848                                                                                |
| Prezydent Argentyny                                 | - 1829 gen. Juan Manuel de Rosas 1832 |
| Cesarz Austrii                                      | - 1804 Franciszek II Habsburg 1835 |
| Król Bawarii                                        | - 1825 Ludwik I 1848 |
| Król Belgów                                         | - 1831 Leopold I 1865 |
| Premier Belgii                                      | - 1831 Felix de Muelenaere 1832 |
| Prezydent Boliwii                                   | - 1829 Andrés de Santa Cruz 1839 |
| Cesarz Brazylii                                     | - 1822 Pedro I 1831 - 1831 Pedro II 1889 |
| Sułtan Brunei                                       | - 1829 Omar Ali Saifuddin II 1852 |
| Prezydent Chile                                     | - 1830 José Tomás Ovalle 1831 - 1831 Francisco Errázuriz Martínez 1831 - 1831 José Joaquín Prieto 1841                                                    |
| Cesarz Chin                                         | - 1820 Daoguang 1850 |
| Król Czech                                          | - 1792 Franciszek II Habsburg 1835 |
| Król Danii                                          | - 1808 Fryderyk VI 1839 |
| Dalajlama                                           | - 1816 Cultrim Gjaco 1837 |
| Władca Egiptu                                       | - 1805 Muhammad Ali 1848 |
| Prezydent Ekwadoru                                  | - 1830 Juan José Flores 1834 |
| Premier Francji                                     | - 1830 Jacques Laffitte 1831 - 1831 Casimir Pierre Perier 1832                                                                                            |
| Król Francji                                        | - 1830 Ludwik Filip I 1848 |
| Król Grecji                                         | - 1831 Otton I 1862 |
| Prezydent Grecji                                    | - 1830 Awgustinos Kapodistrias 1831 |
| Prezydent Haiti                                     | - 1818 Jean-Pierre Boyer 1843 |
| Król Hawajów                                        | - 1824 Kamehameha III 1854 |
| Król Hiszpanii                                      | - 1813 Ferdynand VII 1833 |
| Król Holandii                                       | - 1815 Wilhelm I 1840 |
| Szach Iranu                                         | - 1797 Fath Ali Szah 1834 |
| Państwo Wielkich Mogołów                            | - 1806 Akbar Szah II 1837 |
| Król Irlandii                                       | - 1830 Wilhelm IV Hanowerski 1837 |
| Cesarz Japonii                                      | - 1817 Ninkō 1846 |
| Kalif                                               | - 1808 Mahmud II 1839 |
| Prezydent Kolumbii                                  | - 1830 gen. Rafael Urdaneta 1831 - 1831 Joaquín Mosquera 1832                                                                                             |
| Patriarcha Konstantynopola                          | - 1830 Konstancjusz I 1834 |
| Władca Korei                                        | - 1800 Sunjo 1834 |
| Emir Kuwejtu                                        | - 1814 Dżabir I 1859 |
| Książę Liechtensteinu                               | - 1805 Jan I 1836 |
| Wielki książę Luksemburga                           | - 1815 Wilhelm I 1840 |
| Sułtan Maroka                                       | - 1822 Abd ar-Rahman 1859 |
| Prezydent Meksyku                                   | - 1830 Anastasio Bustamante 1832 |
| Książę Monako                                       | - 1819 Honoriusz V 1841 |
| Król Nepalu                                         | - 1816 Rajendra 1847 |
| Premier Nepalu                                      | - 1806 Bhimsen Thapa 1837 |
| Król Norwegii                                       | - 1818 Karol III Jan 1844 |
| Sułtan Omanu                                        | - 1807 Sa’id ibn Sultan 1856 |
| Papież                                              | - 1831 Grzegorz XVI 1846 |
| Konsul Paragwaju                                    | - 1814 José Gaspar Rodríguez de Francia 1840 |
| Książę Parmy i Piacenzy                             | - 1814 Maria Ludwika 1847 |
| Prezydent Peru                                      | - 1829 Agustín Gamarra 1833 |
| Król Portugalii                                     | - 1828 Michał 1834 |
| Król Prus                                           | - 1797 Fryderyk Wilhelm III 1840 |
| Car Rosji                                           | - 1825 Mikołaj I 1855 |
| Król Saksonii                                       | - 1827 Antoni Wettyn 1836 |
| Kapitanowie Regenci San Marino                      | - 1830 Giambattista Onofri Pier Antonio Damiani 1831 - 1831 Lodovico Belluzzi Biagio Martelli 1831 - 1831 Francesco Maria Belluzzi Pier Matteo Berti 1832 |
| Książę Serbii                                       | - 1815 Miłosz I Obrenowić 1839 |
| Król Sardynii                                       | - 1821 Karol Feliks 1831 - 1831 Karol Albert 1849 |
| Król Szwecji                                        | - 1818 Karol XIV Jan 1844 |
| Król Tajlandii                                      | - 1824 Rama III 1851 |
| Sułtan Turków                                       | - 1808 Mahmud II 1839 |
| Prezydent Urugwaju                                  | - 1830 Fructuoso Rivera 1834 |
| Prezydent USA                                       | - 1829 Andrew Jackson 1837 |
| Prezydent Wenezueli                                 | - 1830 José Antonio Páez 1835 |
| Król Węgier                                         | - 1792 Franciszek 1835 |
| Monarcha Wielkiej Brytanii                          | - 1830 Wilhelm IV 1837 |
| Premier Wielkiej Brytanii                           | - 1830 Charles Grey 1834 |
| Cesarz Wietnamu                                     | - 1820 Minh Mạng 1841 |
| Prezydent Wielkiej Kolumbii                         | - 1830 Rafael Urdaneta 1831 - 1831 Joaquín Mosquera 1831 - 1831 Domingo Caycedo 1831                                                                      |
| Prezydent Zjednoczonych Prowincji Ameryki Środkowej | - 1830 Francisco Morazán 1839 |

Rok 1831 / MDCCCXXXI
stulecia: XVIII wiek ~
XIX wiek ~
XX wiek

dziesięciolecia:
1800–1809 •
1810–1819 •
1820–1829 •
1830–1839
• 1840–1849
• 1850–1859
• 1860–1869

lata: 1821 «
1826 «
1827 «
1828 «
1829 «
1830 «
1831
» 1832
» 1833
» 1834
» 1835
» 1836
» 1841

## Wydarzenia w Polsce
- 9 stycznia – Juliusz Słowacki podjął pracę w powstańczym Biurze Dyplomatycznym księcia Adama Jerzego Czartoryskiego.
- 17 stycznia – powstanie listopadowe: Józef Chłopicki zrezygnował z funkcji dyktatora powstania listopadowego.
- 20 stycznia – powstanie listopadowe: Michał Gedeon Radziwiłł został przywódcą powstania listopadowego.
- 25 stycznia:
  - powstanie listopadowe: Sejm Królestwa ogłosił detronizację cara Mikołaja I z tronu polskiego.
  - powstanie listopadowe: powstanie II Towarzystwa Patriotycznego.
- 29 stycznia – powstanie listopadowe: Sejm powołał Rząd Narodowy. Został powołany z głównych grup politycznych.
- 30 stycznia – powstanie listopadowe: Sejm wybrał Adama Jerzego Czartoryskiego na prezesa Rządu Narodowego.
- 3 lutego – powstanie listopadowe: powołano Ministerstwo Spraw Zagranicznych.
- 6 lutego – powstanie listopadowe: wojska rosyjskie wkroczyły do Królestwa Polskiego.
- 7 lutego – powstanie listopadowe: Sejm Królestwa Polskiego powziął uchwałę o kokardzie narodowej; była to pierwsza w historii regulacja prawna w sprawie polskich barw narodowych.
- 14 lutego – powstanie listopadowe: w bitwie pod Stoczkiem oddziały gen. J. Dwernickiego odniosły zwycięstwo nad rosyjską dywizją Fiodora Geismara.
- 15 lutego – papież Grzegorz XVI wydał wezwanie, by polscy biskupi nie angażowali się w działalność powstańczą.
- 17 lutego – powstanie listopadowe: bitwa pod Dobrem. Płk. J. Skrzynecki zatrzymał pochód wojsk rosyjskich pod dowództwem gen. Rosena na Warszawę; zwycięska I bitwa pod Kałuszynem.
- 19 lutego – powstanie listopadowe: zwycięstwo powstańców w bitwie pod Nową Wsią.
- 19/20 lutego – powstanie listopadowe: nierozstrzygnięta I bitwa pod Wawrem.
- 23 lutego – powstanie listopadowe: zwycięstwo powstańców w bitwie pod Nowogrodem.
- 24-25 lutego – powstanie listopadowe: zwycięstwo powstańców w bitwie pod Białołęką.
- 25 lutego – powstanie listopadowe: bitwa wojsk polskich z wojskami rosyjskimi pod Grochowem; śmierć gen. Franciszka Żymirskiego
- 26 lutego – powstanie listopadowe: generał Jan Skrzynecki został wybrany przez sejm naczelnym wodzem.
- 2 marca – powstanie listopadowe: zwycięstwo powstańców w bitwie pod Puławami.
- 3 marca – powstanie listopadowe: zwycięstwo wojsk generała Józefa Dwernickiego nad Rosjanami w bitwie pod Kurowem.
- 18 marca – powstanie listopadowe: stoczono bitwę pod Kazimierzem Dolnym.
- 31 marca – powstanie listopadowe: zwycięstwo wojsk polskich w drugiej bitwie pod Wawrem i w bitwie pod Dębem Wielkim.
- 2 kwietnia – powstanie listopadowe: wygrana powstańców w II bitwie pod Kałuszynem.
- 5 kwietnia – w Teatrze Narodowym w Warszawie odbyła się prapremiera pieśni powstania listopadowego: Warszawianki.
- 9 kwietnia – powstanie listopadowe: miały miejsce bitwy pod Domanicami i Boremlem.
- 10 kwietnia:
  - powstanie listopadowe: zwycięstwo Polaków w bitwie pod Domanicami.
  - powstanie listopadowe: zwycięstwo Polaków w bitwie pod Iganiami.
- 11 kwietnia – powstanie listopadowe: zwycięstwo powstańców w bitwie pod Poryckiem.
- 15 kwietnia – powstanie listopadowe: w bitwie pod Liwem powstańcy odparli Rosjan usiłujących przeprawić się przez rzekę Liwiec.
- 17 kwietnia – powstanie listopadowe: porażka wojsk polskich w bitwie pod Wronowem.
- 18 kwietnia – powstanie listopadowe: porażka powstańców w bitwie pod Kazimierzem Dolnym.
- 19 kwietnia – powstanie listopadowe: zwycięstwo powstańców w II bitwie pod Boremlem.
- 21 kwietnia – powstanie listopadowe: w bitwie pod Sokołowem Podlaskim szwadron kawalerii polskiej z 1. pułku ułanów rozbił rosyjski oddział strzelców konnych.
- 22 kwietnia – powstanie listopadowe: nieudany atak powstańców na Mariampol.
- 25 kwietnia – powstanie listopadowe: bój spotkaniowy straży przednich armii polskiej i rosyjskiej pod Kuflewem.
- 26 kwietnia – powstanie listopadowe: doszło do bitwy pod Mińskiem Mazowieckim.
- 27 kwietnia – gen. Józef Dwernicki przeszedł ze swoimi oddziałami granicę galicyjską, gdzie został internowany przez Austriaków.
- 29 kwietnia – powstanie listopadowe: wygrana powstańców w bitwie pod Kiejdanami.
- 3 maja – Wojciech Jastrzębowski opublikował tekst O wiecznym pokoju między narodami, uważany za pierwszy w historii projekt konstytucji zjednoczonej Europy.
- 9 maja – powstanie listopadowe: zwycięstwo powstańców w bitwie pod Firlejem.
- 10 maja – powstanie listopadowe: nierozstrzygnięta bitwa pod Lubartowem. Początek bitwy pod Połągą.
- 13 maja – powstanie listopadowe: zwycięstwo powstańców w bitwie pod Jędrzejowem i porażka w bitwie pod Połągą.
- 14 maja – powstanie listopadowe: klęska Polaków w bitwie pod Daszowem.
- 18 maja – powstanie listopadowe: Sejm wykluczył ze swego grona posłów, którzy nie podpisali uchwały o detronizacji Mikołaja I.
- 21 maja – powstanie listopadowe: zwycięstwo powstańców w bitwie pod Tykocinem.
- 22 maja – powstanie listopadowe: zwycięstwo powstańców w bitwie pod Nurem.
- 26 maja – powstanie listopadowe: porażka wojsk polskich w bitwie pod Ostrołęką; 4 tysiące poległych (m.in. gen. Ludwik Kicki), odwrót pozostałych oddziałów w kierunku Warszawy; poza odciętym korpusem gen. Antoniego Giełguda wysłanym na Litwę.
- 29 maja:
  - powstanie listopadowe: wygrana powstańców w bitwie pod Rajgrodem.
  - w Teatrze Narodowym w Warszawie wykonano po raz pierwszy pieśń patriotyczną Litwinka, czyli hymn legionistów litewskich.
- 11 czerwca – powstanie listopadowe: rozpoczęła się bitwa pod Uchaniami.
- 17 czerwca – powstanie listopadowe: rozpoczęła się bitwa pod Kockiem.
- 19 czerwca – powstanie listopadowe: zwycięstwa wojsk rosyjskich w bitwach: pod Budziskami, pod Łysobykami i pod Ponarami.
- 20 czerwca – powstanie listopadowe: zwycięstwo Rosjan w bitwie pod Kockiem.
- 8 lipca – powstanie listopadowe: zwycięstwo Rosjan w bitwie pod Szawlami.
- 10 lipca – powstanie listopadowe: zwycięstwo powstańców w III bitwie pod Kałuszynem.
- 13 lipca – polskie oddziały na Litwie pod dowództwem generałów Giełguda i Chłapowskiego po serii niepowodzeń przekroczyły granicę pruską i złożyły broń.
- 14 lipca – powstanie listopadowe: zwycięstwo powstańców w II bitwie pod Mińskiem Mazowieckim.
- 17 lipca – powstanie listopadowe: stoczono bitwę pod Broniszami.
- Sierpień – upadek Rządu Narodowego. Władze przejął Jan Krukowiecki jako prezes Rady Ministrów.
- 9 sierpnia – powstanie listopadowe: stoczono bitwę pod Iłżą i pod Gniewoszowem.
- 12 sierpnia – Henryk Dembiński został przywódcą powstania listopadowego.
- 15 sierpnia – powstanie listopadowe: zamieszki w Warszawie. Lud wtargnął do więzienia na Zamku i powiesił więźniów posądzonych o zdradę.
- 17 sierpnia
  - powstanie listopadowe: powstał rząd Jana Stefana Krukowieckiego.
  - powstanie listopadowe: przegrana powstańców w drugiej bitwie o Wilno.
- 29 sierpnia – powstanie listopadowe: zwycięstwo powstańców w bitwie pod Międzyrzecem Podlaskim.
- 6-8 września – powstanie listopadowe: szturm wojsk rosyjskich na Warszawę zakończony jej kapitulacją; śmierć gen. Sowińskiego na Woli.
- 10 września
  - powstanie listopadowe: generał Maciej Rybiński został ostatnim przywódcą powstania listopadowego.
  - powstanie listopadowe: bitwa pod Chotczą.
- 12 września – powstanie listopadowe: nierozstrzygnięta bitwa pod Kockiem.
- 23 września – w płockim ratuszu odbyła się ostatnia sesja Sejmu Królestwa Polskiego.
- 5 października – wojsko polskie w liczbie 20 tys. ludzi wraz z ostatnim wodzem powstania listopadowego gen. Maciejem Rybińskim przekroczyło granicę pruską we wsi Jastrzębie pod Brodnicą i złożyło broń, był to ostatni epizod powstania listopadowego.
- 9 października – powstanie listopadowe: kapitulacja twierdzy Modlin.
- 21 października – powstanie listopadowe: kapitulacja twierdzy Zamość.
- 22 listopada – powstanie listopadowe: generał-gubernator Królestwa Polskiego Iwan Paskiewicz unieważnił wszystkie postanowienia i uchwały Rządu Narodowego.
- 8 grudnia – Joachim Lelewel stanął na czele Komitetu Narodowego Polskiego.

## Wydarzenia na świecie
- 23 stycznia – ustanowiono flagę Belgii.
- 2 lutego – wybrano na 254 papieża Bartolomeo Alberto Cappellari – papież Kościoła katolickiego jako Grzegorz XVI.
- 7 lutego – została uchwalona Konstytucja Belgii.
- 12 lutego – Ekwador zajął wyspy Galapagos.
- 6 marca – w Teatro Carcano w Mediolanie odbyła się premiera opery Lunatyczka Vincenza Belliniego.
- 9 marca – król Francji Ludwik Filip I podpisał dekret o utworzeniu Legii Cudzoziemskiej.
- 10 marca – utworzono francuską Legię Cudzoziemską.
- 13 marca – Casimir Périer został premierem Francji.
- 28 marca – Joseph Lebeau został premierem Belgii.
- 29 marca – w Bośni wybuchło antytureckie powstanie.
- 31 marca – w Moguncji została podpisana konwencja w sprawie regulaminu żeglugi po Renie, na mocy której działalność rozpoczęła Centralna Komisja Żeglugi na Renie.
- 7 kwietnia – cesarz Brazylii Piotr I abdykował na rzecz swego 5-letniego syna Piotra II.
- 21 kwietnia:
  - założono miasto Ovalle w Chile.
  - w Bremie została stracona seryjna trucicielka Gesche Gottfried.
- 27 kwietnia – Karol Albert został królem Sardynii.
- 1 czerwca – James Clark Ross odkrył położenie północnego bieguna magnetycznego.
- 4 czerwca – Leopold I został wybrany na pierwszego króla Belgów.
- 21 lipca – dokonano zaprzysiężenia Leopolda I, pierwszego króla Belgów.
- 24 sierpnia – Charles Darwin został zaproszony do podróży na HMS Beagle.
- 29 sierpnia – brytyjski naukowiec Michael Faraday zaprezentował sposób otrzymania prądu z wykorzystaniem energii magnetycznej.
- 8 września – Wilhelm IV koronowany na króla Wielkiej Brytanii.
- 24 października – na terenie Domu Fauna w Pompejach została odnaleziona starożytna mozaika przedstawiająca Aleksandra Wielkiego i Dariusza III pod Issos.
- 30 października – w Wirginii został ujęty Nat Turner, przywódca największego powstania niewolników w historii stanów południowych.
- 5 listopada – skazano na śmierć przywódcę amerykańskich niewolników Nata Turnera.
- 21 listopada – wybuchło I powstanie tkaczy w Lyonie.
- 5 grudnia – w Paryżu powstał Komitet Narodowy Polski.
- 7 grudnia – w Londynie założono Trynitarne Towarzystwo Biblijne.
- 26 grudnia – w mediolańskiej La Scali odbyła się prapremiera opery Norma Vicenza Belliniego.
- 27 grudnia – Karol Darwin rozpoczął podróż dookoła świata na okręcie HMS Beagle.

- Skonstruowano pierwszy silnik elektryczny.
- Tongijski wódz Taufa'ahau przyjął chrzest.
- Powstało Towarzystwo Literatury Fińskiej.

## Urodzili się
- 3 stycznia – Gustaw Adolf Gebethner, polski księgarz i wydawca (zm. 1901)
- 5 stycznia – Anton Döller, austriacki wojskowy, działacz turystyczny w Tatrach (zm. 1912)
- 9 stycznia – Agaton Giller, polski dziennikarz i pisarz, konspirator i działacz niepodległościowy, członek Komitetu Centralnego Narodowego i Rządu Narodowego w okresie powstania styczniowego (zm. 1887)
- 25 stycznia - Ludwik Młokosiewicz, polski zoolog, botanik, podróżnik, odkrywca (zm. 1909)
- 4 lutego – Józef Friedlein, polski księgarz, wydawca, kolekcjoner, bibliofil, prezydent Krakowa (zm. 1917)
- 10 lutego – Nadieżda von Meck, rosyjska mecenas sztuki (zm. 1894)
- 15 lutego – Josef Hlávka, czeski architekt, filantrop (zm. 1908)
- 16 lutego – Nikołaj Leskow (ros. Николай Семёнович Лесков), rosyjski prozaik i publicysta (zm. 1895)
- 21 lutego – Henri Meilhac, francuski dramaturg i librecista (zm. 1897)
- 24 lutego – Jan Stella-Sawicki, polski pułkownik, lekarz, działacz niepodległościowy i społeczny (zm. 1911)
- 3 marca – George Mortimer Pullman, amerykański przemysłowiec, konstruktor wagonów kolejowych (zm. 1897)
- 12 marca – Józef Gerard, błogosławiony katolicki (zm. 1914)
- 15 marca – Daniel Comboni, biskup misjonarz, święty katolicki (zm. 1881)
- 24 marca – Faustyn Míguez, hiszpański pijar, błogosławiony katolicki (zm. 1925)
- 1 maja - Emily Stowe kanadyjska lekarka, nauczycielka, sufrażystka, teozofka (zm. 1903)
- 6 maja – Otto Goldfuss – niemiecki malakolog i konchiolog (zm. 1905)
- 9 maja – Ernest Wilhelm Bursche, pastor wyznania ewangelicko augsburskiego, proboszcz parafii w Zgierzu (zm. 1904)
- 13 czerwca – James Clerk Maxwell, szkocki fizyk i matematyk (zm. 1879)
- 1 lipca – Wojciech Gerson, polski malarz, przedstawiciel realizmu (zm. 1901)
- 14 lipca – Aleksander Hilferding (ros. Александр Фёдорович Гильфердинг), rosyjski slawista (zm. 1872)
- 17 lipca – Xianfeng, cesarz Chin (zm. 1861)
- 27 lipca – Michał Nowodworski, polski duchowny katolicki, biskup płocki (zm. 1896)
- 8 sierpnia - Wawrzyniec Lewandowski, polski duchowny katolicki, uczestnik powstania styczniowego (zm. 1864)
- 12 sierpnia:
  - Helena Bławatska (ros. Елена Петровна Блаватская), rosyjska pisarka i współzałożycielka Towarzystwa Teozoficznego (zm. 1891)
  - Helena Nassau, księżniczka Nassau Wielburg (zm. 1888)
- 16 września - Maurycy Madurowicz, polski ginekolog-położnik (zm. 1894)
- 11 października – Jan Nepomucen Zegrí Moreno, hiszpański ksiądz, błogosławiony katolicki (zm. 1905)
- 14 października – Anna Róża Gattorno, włoska zakonnica, założycielka instytutu Córek św. Anny, błogosławiona katolicka (zm. 1900)
- 18 października – Fryderyk III, cesarz niemiecki (zm. 1888)
- 7 listopada:
  - Melania Calvat, świadek objawienia Matki Bożej w La Salette (zm. 1904)
  - Bernard Maria Silvestrelli, włoski pasjonista, błogosławiony katolicki (zm. 1911)
- 17 listopada - Adelaide Ironside, australijska malarka, pisarka i poetka (zm. 1867)
- 19 listopada – James Garfield, dwudziesty prezydent USA (zm. 1881)
- 24 listopada – Eduard Junge, rosyjski okulista (zm. 1898)
- 29 listopada – Frederick Townsend Ward, amerykański żołnierz, awanturnik (zm. 1862)
- 1 grudnia – Tomasz Maria Fusco, włoski duchowny katolicki, założyciel Zgromadzenia Sióstr Miłosierdzia od Przenajświętszej Krwi, błogosławiony (zm. 1891)
- 23 grudnia – Maria Zelia Martin, francuska koronkarka, matka św. Teresy z Lisieux, święta katolicka (zm. 1877)
- 25 grudnia – Christian David Ginsburg, brytyjski biblista pochodzenia żydowskiego, badacz tradycji masoreckiej (zm. 1914)
- 31 grudnia – Wilhelm Kohn, polski lekarz żydowskiego pochodzenia (zm. 1882)

- data dzienna nieznana: 
  - Józef Zhang Wenlan, chiński męczennik, święty katolicki (zm. 1861)

## Święta ruchome
- Tłusty czwartek: 10 lutego
- Ostatki: 15 lutego
- Popielec: 16 lutego
- Niedziela Palmowa: 27 marca
- Wielki Czwartek: 31 marca
- Wielki Piątek: 1 kwietnia
- Wielka Sobota: 2 kwietnia
- Wielkanoc: 3 kwietnia
- Poniedziałek Wielkanocny: 4 kwietnia
- Wniebowstąpienie Pańskie: 12 maja
- Zesłanie Ducha Świętego: 22 maja
- Boże Ciało: 2 czerwca